# 吳俊盛
吳俊盛（1940年—），祖籍福建晋江市，中國羽毛球運動員。
吳俊盛多次成為男子雙打的中國冠軍。在1963年的新興力量運動會羽球比賽中，他在男子雙打項目獲得第二名。1965年，他與林建成一起參加了中國全運會男子雙打比賽。1975年，他在同一項賽事中贏得男子雙打和混合雙打項目。1979年，他代表香港參加WBF主辦世界羽球錦標賽，與陳念慈一起贏得混合雙打冠軍。